# علم الأوبئة الإدارية
يمكن وصف استخدام الأدوات الوبائية في إدارة الرعاية الصحية بأنه علم الأوبئة الإدارية. تم طرح العديد من التعريفات الرسمية لعلم الأوبئة الإدارية. ويشمل ذلك:
- استخدام علم الأوبئة لتصميم وإدارة الرعاية الصحية للفئات السكانية.[1]
- الفعالية في إدارة الموارد للحفاظ على صحة السكان ودعمها.[2]
- استخدام المفاهيم والأدوات الوبائية لتحسين القرارات بخصوص الخدمات الصحية.[3]

## التاريخ
القيمة المحتملة لعلم الأوبئة في إدارة الرعاية الصحية معترف بها منذ أمد طويل. كان الأكاديميون يشجعون على استخدام الأساليب الوبائية في إدارة الرعاية الصحية لتحسين جودتها والتخطيط قبل صياغة مصطلح " علم الأوبئة الإدارية ". (على سبيل المثال روهرير 1989.) علم الأوبئة أصبح موضوعاً مطلوباً في في بعض برامج إدارة الرعاية الصحية وتم كتابة الكتب المدرسية لتلك الدورات. قد يعتبر علم الأوبئة الإدارية نوعاً من أبحاث الخدمات الصحية, لأنه ينطوي على دراسة الخدمات الصحية. وبعد 40 عاماً تقريباً من البحث, قدم عدد من الباحثين أمثلة على استخدام علم الأوبئة الإدارية واهمية مديري الرعاية الصحية لاستخدام هذه الممارسة. ومع ذلك, لم يتم دراسة وجهات نظر رواد الرعاية الصحية بشأن استخدام علم الأوبئة الإدارية حتى عام 2020. وفي عام 2020 أجريت دراسة لاستكشاف اعتماد علم الأوبئة الإدارية من قبل رواد الرعاية الصحية في جميع أنحاء الولايات المتحدة. وقد تبين أن التبني ضعيف, ومع ذلك , فهي بالغة الأهمية لتحسين أداء العام للنظام الصحي بما في ذلك هدف ثلاثي الجوانب و التأثير على صحة الإنسان. ومن النتائج التي توصل إليها, دكتور شينيج طور اطاراً لتعجيل اعتماد علم الأوبئة الإدارية. كما ناقشت أيضا أهمية استخدام علم الأوبئة الإداري للتأهب للوباء والاستجابة لها.

## الاختلافات
يمكن استخلاص الفرق المهم بين علم الأوبئة السكانية وعلم الأوبئة السريرية. إذا كان نظام الرعاية الصحية في الولايات المتحدة قد تطورت بشكل كامل في اتجاه يستتبع إدارة الرعاية للسكان بدلاً من المرضى, فإن المفاهيم والأساليب ووجهات النظر المستمدة من علم الأوبئة السكانية كانت ستكون أدوات مثالية للاستخدام من قبل المديرين. في الواقع كان هذا متوقعاً من قبل مؤلفي الكتب المدرسية عن علم الأوبئة الإدارية.(نظر ديفر) في كل دورة من مراحل الإصلاح الصحي, تم الاعتراف بفائدة علم الأوبئة في تخطيط الخدمات الطبية للسكان. ومع ذلك ، فإن اهتمام معظم مديري الرعاية الصحية يظل مركزاً على المرضى بدلاً من المجتمعات. ولا تخدم المستشفيات السكان المسجلين وإنما يخدمون المرضى الذين يتم علاجهم في أسرتهم وفي العيادات. وبالتالي فإن أدوات ووجهات نظر علم الأوبئة السريرية قد تكون ذات صلة أو أكثر صلة بمديري الرعاية الصحية من تلك المستمدة من علم الأوبئة السكانية. وقد لا يقوم المديرون الذين يستخدمون علم الأوبئة في المستشفيات بإجراء العديد من المسموحات المجتمعية. بدلاً من ذلك يستخرجون المعلومات السريرية من السجلات الطبية تحليل الاختلافات في النتائج والمضاعفات والخدمات المستخدمة. ومع ذلك, يجب على رواد الرعاية الصحية استخدام علم الأوبئة الإدارية وبالأخص علم الأوبئة السكانية لاستراتيجيات الصحة السكانية وأداء العام للنظام. لاحظ هذا مع الارتفاع في معالجة المحددات الاجتماعية للصحة تحققت خلال جائحة (كرونا) كوفيد-19.

## التطبيقات
تشمل الأساليب المستمدة من علم الأوبئة السريرية المستخدمة في إدارة الرعاية الصحية لتقييم الجودة والتكلفة تشمل ما يلي:
1. دراسة تصميمات شائعة الاستخدام من قبل علماء الأوبئة مثل دراسات الأتراب ودراسات مراقبة الحالات والدراسات الاستقصائية من المرضى.
2. التدابير التي يشيع استخدامها من قبل علماء الأوبئة مثل معدلات الإصابة بالأمراض ومعدلات الإصابة ومعدلات الوفيات.
3. التقنيات الإحصائية التي يشيع استخدامها من قبل علماء الأوبئة ، مثل اختبارات مربع كاي المعدلات والنسب.
4. التقسيم الطبقي للبيانات حسب المشكلة الصحية أو التشخيص أو الإعاقة من أجل تعظيم التجانس البيولوجي والسريري.

## التمييز
يختلف علم الأوبئة الإدارية عن علم الأوبئة السريرية من حيث أنه يعالج مخاوف الإدارة. على سبيل المثال ، علماء الأوبئة السريرية يسعى للسيطرة على العدوى المكتسبة من المستشفيات ولن يشاركوا في علم الأوبئة الإداري إلا إذا وصفوا العدوى كمؤشرات جودة واقترحوا أو اختبروا تغييرات تنظيمية قد تقلل من معدلات العدوى. هناك فرق آخر بين علم الأوبئة السريرية وعلم الأوبئة الإدارية وهو أنه بينما يختبر علماء الأوبئة السريرية فعالية علاجات معينة فإن المديرين يهتمون بكيفية اختلاف النتائج السريرية بين المستشفيات وأقسام الأسرة والعيادات أو البرامج. يمكن أن تؤدي المعلومات من هذا النوع إلى إعادة تخصيص الموارد لتحسين كفاءة وفعالية المنظمة ككل.